# McLaren M26
Chronologie des modèles (1976-1977-1978-1979)
McLaren M23 McLaren M28
La McLaren M26 est une monoplace de Formule 1 conçue par l'ingénieur anglais Gordon Coppuck et engagée pour les saisons 1976, 1977, 1978 et 1979.

## 1976
Plus basse et plus légère que la M23, Coppuck commence la conception de la M26 dès le début de la saison 1976 pour des débuts prévus à la mi-saison. Le premier Grand Prix de la M26 se déroule en Hollande avec l'Allemand Jochen Mass qui termine hors des points, à la neuvième place. La M26 n'est plus utilisée pour le reste de la saison car il reste encore quelques problèmes de conception à l'avant de la voiture.

## 1977
La M26 fait sa réapparition lors du Grand Prix d'Espagne à Jarama où James Hunt abandonne sur casse moteur. Malgré des débuts difficiles, Hunt parvient à remporter trois courses, en Grande-Bretagne, aux États-Unis et au Japon. Il signe également trois pole positions. Mass dispose de la voiture bien plus tard dans l'année et réussit à terminer sur le podium au Canada. Au total 39 points sont marqués avec la M26, et 21 avec la M23 en début d'année, ce qui permet à McLaren de finir sur la troisième marche du podium.

## 1978
La Mclaren M26 est remise à jour pour la saison 1978 et le français Patrick Tambay remplace Mass. Après un premier Grand Prix prometteur, l'écurie Lotus présente sa révolutionnaire 79 qui exploite l'effet de sol et la M26 devient totalement obsolète. Hunt enchaîne les abandons et les places hors des points.
À la mi-saison, Gordon Coppuck modifie la M26 pour qu'elle puisse exploiter partiellement l'effet de sol, notamment en élargissant les pontons, en changeant les suspensions et en ajoutant des petits ailerons à l'avant et à l'arrière mais sans un pilote d'essai pour juger l'efficacité de la voiture, ces modifications n'apportent aucune amélioration.

### McLaren M26E
Cette voiture, fabriquée à un seul exemplaire destiné à James Hunt (qui avait cassé son châssis lors une collision avec Emilio de Villota aux essais du Grand Prix d'Espagne 1978 à Jarama), a pris son unique départ lors de l'International Trophy 1978, à Brands Hatch, course disputée hors-championnat du monde.

### McLaren M27
La même année, McLaren souhaite remplacer la M26, vieille de plus d'un an par la M27. Le projet est rapidement abandonné car la M27 n'est pas conçue pour exploiter l'effet de sol, et n'est pas en mesure de rivaliser avec les Lotus 79 de Colin Chapman.
La M26 termine donc la saison 1978 et dispute également les deux premiers Grands Prix de 1979, en Argentine et au Brésil avant d'être remplacée par la M28.

## 1979
En 1979 la M26 est remplacée par la McLaren M28, conçue pour utiliser l'effet de sol. Patrick Tambay utilise encore la M26 pour deux courses en 1979, se soldant par un abandon au Brésil et une non-qualification en Belgique. Cette non-qualification marque la dernière apparition d'une M26 en championnat du monde.

## Résultats complets en championnat du monde

### Écurie officielle McLaren
| Saison | Écurie                                         | Moteur               | Pneus | Pilote           | 1   | 2   | 3   | 4   | 5   | 6    | 7   | 8   | 9   | 10  | 11  | 12  | 13  | 14  | 15  | 16  | 17  | Points inscrits | Classement |
| ------ | ---------------------------------------------- | -------------------- | ----- | ---------------- | --- | --- | --- | --- | --- | ---- | --- | --- | --- | --- | --- | --- | --- | --- | --- | --- | --- | --------------- | ---------- |
| 1976   | Marlboro Team McLaren                          | Ford Cosworth DFV V8 | G     |                  | BRE | ADS | USW | ESP | BEL | MON  | SUE | FRA | GBR | ALL | AUT | NED | ITA | CAN | USE | JPN |     | 74 (75)*        | 2e         |
| 1976   | Marlboro Team McLaren                          | Ford Cosworth DFV V8 | G     | Jochen Mass      |     |     |     |     |     |      |     |     |     |     |     | 9   |     |     |     |     |     | 74 (75)*        | 2e         |
| 1977   | Marlboro Team McLaren                          | Ford Cosworth DFV V8 | G     |                  | ARG | BRE | ADS | USW | ESP | MON  | BEL | SUE | FRA | GBR | ALL | AUT | NED | ITA | USE | CAN | JPN | 60*             | 3e         |
| 1977   | Marlboro Team McLaren                          | Ford Cosworth DFV V8 | G     | James Hunt       |     |     |     |     | Abd |      | 7   | 12  | 3   | 1   | Abd | Abd | Abd | Abd | 1   | Abd | 1   | 60*             | 3e         |
| 1977   | Marlboro Team McLaren                          | Ford Cosworth DFV V8 | G     | Jochen Mass      |     |     |     |     |     |      |     |     |     | 4   | Abd | 6   | Abd | 4   | Abd | 3   | Abd | 60*             | 3e         |
| 1978   | Marlboro Team McLaren / Löwenbräu Team Mclaren | Ford Cosworth DFV V8 | G     |                  | ARG | BRA | ADS | USW | MON | BEL  | ESP | SWE | FRA | GBR | GER | AUT | NED | ITA | USE | CAN |     | 15              | 8e         |
| 1978   | Marlboro Team McLaren / Löwenbräu Team Mclaren | Ford Cosworth DFV V8 | G     | James Hunt       | 4   | Abd | Abd | Abd | Abd | Abd  | 6   | 8   | 3   | Abd | Dsq | Abd | 10  | Abd | 7   | Abd |     | 15              | 8e         |
| 1978   | Marlboro Team McLaren / Löwenbräu Team Mclaren | Ford Cosworth DFV V8 | G     | Patrick Tambay   | 6   | Abd | Abd | Abd | 7   | forf | Abd | 4   | 9   | 6   | Abd | Abd | 9   | 5   | 6   | 8   |     | 15              | 8e         |
| 1978   | Marlboro Team McLaren / Löwenbräu Team Mclaren | Ford Cosworth DFV V8 | G     | Bruno Giacomelli |     |     |     |     |     | 8    |     |     | Abd | 7   |     |     | Abd | 14  |     |     |     | 15              | 8e         |
| 1979   | Marlboro Team Mclaren                          | Ford Cosworth DFV V8 | G     |                  | ARG | BRÉ | ADS | EUO | ESP | BEL  | MON | FRA | GBR | ALL | AUT | PB  | ITA | CAN | EUE |     |     | 15*             | 7e         |
| 1979   | Marlboro Team Mclaren                          | Ford Cosworth DFV V8 | G     | Patrick Tambay   |     | Abd |     |     |     | NQ   |     |     |     |     |     |     |     |     |     |     |     | 15*             | 7e         |

- * Tous les points ont été marqués avec la McLaren M23 en 1976.
- * 21 points ont été marqués avec la McLaren M23 en 1977.
- * Tous les points ont été marqués avec la McLaren M28 puis la M29 en 1979.

### Équipes privées
| Saison | Écurie                         | Châssis | Moteur        | Pneus | Pilote       | 1   | 2   | 3   | 4   | 5   | 6   | 7   | 8   | 9   | 10  | 11  | 12  | 13  | 14  | 15  | 16  |
| ------ | ------------------------------ | ------- | ------------- | ----- | ------------ | --- | --- | --- | --- | --- | --- | --- | --- | --- | --- | --- | --- | --- | --- | --- | --- |
| 1978   |                                |         |               |       |              | ARG | BRA | ADS | USW | MON | BEL | ESP | SWE | FRA | GBR | GER | AUT | NED | ITA | USE | CAN |
| 1978   | Liggett Group/B&S Fabrications | M26     | Ford Cosworth | G     | Brett Lunger |     |     |     |     | npq | 7   | nq  | nq  | Abd | 8   | npq | 8   | Abd | Abd |     |     |

Légende : ici 